# Gerichte in Großherzogtum und Republik Baden
Dieser Artikel beschreibt die Gerichtsorganisation im Großherzogtum Baden und der Republik Baden; er behandelt also die Zeit zwischen der Gründung des Großherzogtums bis zum Ende des Zweiten Weltkriegs.

## Von der Gründung des Großherzogtums bis zur Trennung von Rechtsprechung und Verwaltung
Das Großherzogtum Baden war 1809 in Kreise und Ämter aufgeteilt worden (siehe Verwaltungsgliederung Badens). Die Ämter bildeten gleichzeitig die lokalen Verwaltungsbehörden als auch die Gerichte erster Instanz. 1813 wurden in 19 Ämtern Criminal-Ämter gebildet. Diese waren auch für die jeweils benachbarten Ämter die Strafgerichte erster Instanz. Bis 1813 und wieder ab 1823 bestand daneben in den standesherrlichen Ämtern eine Patrimonialgerichtsbarkeit.
Die Mittelinstanz bildeten die Hofgerichte. Diese bestanden zunächst auf der Ebene der drei (ab 1807) Provinzen. Für die Provinz des Oberrheins oder der Badischen Landgrafschaft bestand das Hofgericht Freiburg, für die Provinz des Mittelrheins das Hofgericht Rastatt und für die Provinz des Unterrheins das Hofgericht Mannheim. 1813 kam das Hofgericht Meersburg hinzu. Mit der Bildung von vier Kreisen im Jahr 1832 blieben die vier Hofgerichte erhalten; ihr Gerichtssprengel wurden dem der Kreise angepasst. 1836 wurde das Hofgericht Meersburg nach Konstanz verlegt. Im Herbst 1847 wurde das Hofgericht Rastatt nach Bruchsal verlegt.
Oberste Instanz war das „Oberhofgericht für das Kurfürstentum Baden“ mit Sitz in Bruchsal. Es hatte die Nachfolge des aufgelösten Oberappellationsgerichts Mannheim angetreten. Seit 1810 hatte das Oberhofgericht wieder seinen Sitz in Mannheim.
Neben den ordentlichen Gerichten gab es Spezialgerichte. Die zweite Abteilung des Oberhofmarschallamtes in Karlsruhe diente als Hofjustizbehörde. Die Universitätsämter der Universität Freiburg und Universität Heidelberg fungierten als Universitätsgerichtsbarkeit. Daneben bestanden Militärgerichte. Dies war das Oberkriegsgericht Karlsruhe und als Eingangsgerichte die Regimenter-, Corps- und Stadtkommandeure.

## Die Trennung der Rechtsprechung von der Verwaltung 1857
1857 wurden Verwaltung und Rechtspflege unterer Instanz voneinander getrennt. Die Bezirksämter wurden reine Verwaltungseinheiten, die Rechtsprechung wurde von Amtsgerichten übernommen. Als oberstes Gericht fungierte das Oberhofgericht Mannheim. Diesem waren für jeden der vier Kreise ein Hofgericht nachgeordnet, darunter bestanden Amtsgerichte. Die Hofgerichte waren:
| Gericht             | Ort                  | Kreis            | Anmerkungen                        |
| ------------------- | -------------------- | ---------------- | ---------------------------------- |
| Hofgericht Konstanz | Konstanz             | Seekreis         | Zeitgenössisch Hofgericht Constanz |
| Hofgericht Freiburg | Freiburg im Breisgau | Oberrheinkreis   |                                    |
| Hofgericht Bruchsal | Bruchsal             | Mittelrheinkreis |                                    |
| Hofgericht Mannheim | Mannheim             | Unterrheinkreis  |                                    |

| Gericht                        | Ort                    | Hofgericht          | Anmerkungen |
| ------------------------------ | ---------------------- | ------------------- | --- |
| Amtsgericht Blumenfeld         | Blumenfeld             | Hofgericht Konstanz | 1864 aufgehoben und teils dem Amtsgericht Engen, teils dem Amtsgericht Radolfzell zugeordnet |
| Amtsgericht Bonndorf           | Bonndorf               | Hofgericht Konstanz | |
| Amtsgericht Konstanz           | Konstanz               | Hofgericht Konstanz | Zeitgenössisch Amtsgericht Constanz |
| Amtsgericht Donaueschingen     | Donaueschingen         | Hofgericht Konstanz | |
| Amtsgericht Engen              | Engen                  | Hofgericht Konstanz | |
| Amtsgericht Meersburg          | Meersburg              | Hofgericht Konstanz | 1872 aufgelöst und dem Amtsgericht Überlingen zugeordnet |
| Amtsgericht Meßkirch           | Meßkirch               | Hofgericht Konstanz | |
| Amtsgericht Neustadt           | Neustadt               | Hofgericht Konstanz | |
| Amtsgericht Pfullendorf        | Pfullendorf            | Hofgericht Konstanz | |
| Amtsgericht Radolfzell         | Radolfzell am Bodensee | Hofgericht Konstanz | Zeitgenössisch Amtsgericht Radolphzell; nach einer Verordnung vom 8. Januar 1872 sollte das Gericht aufgelöst und sein Bezirk dem Amtsgericht Constanz zugeordnet werden; noch vor deren Inkrafttreten wurde aber durch eine andere Verordnung das Fortbestehen des Gerichts bestimmt. |
| Amtsgericht Salem              | Salem                  | Hofgericht Konstanz | 1864 aufgehoben und teils dem Amtsgericht Meersburg, teils dem Amtsgericht Überlingen zugeordnet |
| Amtsgericht Stockach           | Stockach               | Hofgericht Konstanz | |
| Amtsgericht Stühlingen         | Stühlingen             | Hofgericht Konstanz | 1864 aufgehoben und teils dem Amtsgericht Bonndorf, teils dem Amtsgericht Waldshut zugeordnet |
| Amtsgericht Überlingen         | Überlingen             | Hofgericht Konstanz | |
| Amtsgericht Villingen          | Villingen              | Hofgericht Konstanz | |
| Amtsgericht Breisach           | Breisach               | Hofgericht Freiburg | |
| Amtsgericht Emmendingen        | Emmendingen            | Hofgericht Freiburg | |
| Amtsgericht Ettenheim          | Ettenheim              | Hofgericht Freiburg | |
| Stadtamtsgericht Freiburg      | Freiburg im Breisgau   | Hofgericht Freiburg | 1864 mit dem Landamtsgericht zum Amtsgericht Freiburg vereinigt |
| Landamtsgericht Freiburg       | Freiburg im Breisgau   | Hofgericht Freiburg | 1864 mit dem Stadtamtsgericht zum Amtsgericht Freiburg vereinigt |
| Amtsgericht Hornberg           | Hornberg               | Hofgericht Freiburg | 1864 aufgehoben und teils dem Amtsgericht Triberg, teils dem Amtsgericht Villingen zugeordnet |
| Amtsgericht Jestetten          | Jestetten              | Hofgericht Freiburg | 1872 aufgelöst und dem Amtsgericht Waldshut zugeordnet. |
| Amtsgericht Kenzingen          | Kenzingen              | Hofgericht Freiburg | |
| Amtsgericht Lörrach            | Lörrach                | Hofgericht Freiburg | |
| Amtsgericht Müllheim           | Müllheim               | Hofgericht Freiburg | |
| Amtsgericht Säckingen          | Säckingen              | Hofgericht Freiburg | |
| Amtsgericht St. Blasien        | St. Blasien            | Hofgericht Freiburg | |
| Amtsgericht Schönau            | Schönau                | Hofgericht Freiburg | |
| Amtsgericht Schopfheim         | Schopfheim             | Hofgericht Freiburg | |
| Amtsgericht Staufen            | Staufen                | Hofgericht Freiburg | |
| Amtsgericht Triberg            | Triberg                | Hofgericht Freiburg | |
| Amtsgericht Waldkirch          | Waldkirch              | Hofgericht Freiburg | |
| Amtsgericht Waldshut           | Waldshut               | Hofgericht Freiburg | |
| Amtsgericht Achern             | Achern                 | Hofgericht Bruchsal | |
| Amtsgericht Baden              | Baden                  | Hofgericht Bruchsal | |
| Amtsgericht Bretten            | Bretten                | Hofgericht Bruchsal | |
| Amtsgericht Bruchsal           | Bruchsal               | Hofgericht Bruchsal | |
| Amtsgericht Bühl               | Bühl                   | Hofgericht Bruchsal | |
| Stadtamtsgericht Karlsruhe     | Karlsruhe              | Hofgericht Bruchsal | Zeitgenössisch Stadtamtsgericht Carlsruhe. 1864 mit dem Landamtsgericht zum Amtsgericht Karlsruhe vereinigt |
| Landamtsgericht Karlsruhe      | Karlsruhe              | Hofgericht Bruchsal | Zeitgenössisch Landamtsgericht Carlsruhe. 1864 mit dem Stadtamtsgericht zum Amtsgericht Karlsruhe vereinigt |
| Amtsgericht Durlach            | Durlach                | Hofgericht Bruchsal | |
| Amtsgericht Eppingen           | Eppingen               | Hofgericht Bruchsal | |
| Amtsgericht Ettlingen          | Ettlingen              | Hofgericht Bruchsal | |
| Amtsgericht Gengenbach         | Gengenbach             | Hofgericht Bruchsal | 1872 aufgelöst und dem Amtsgericht Offenburg zugeordnet |
| Amtsgericht Gernsbach          | Gernsbach              | Hofgericht Bruchsal | 1872 aufgelöst und dem Amtsgericht Rastatt zugeordnet |
| Amtsgericht Haslach            | Haslach                | Hofgericht Bruchsal | 1872 aufgelöst und dem Amtsgericht Wolfach zugeordnet |
| Amtsgericht Kork               | Kork                   | Hofgericht Bruchsal | |
| Amtsgericht Lahr               | Lahr                   | Hofgericht Bruchsal | |
| Amtsgericht Oberkirch          | Oberkirch              | Hofgericht Bruchsal | |
| Amtsgericht Offenburg          | Offenburg              | Hofgericht Bruchsal | |
| Amtsgericht Pforzheim          | Pforzheim              | Hofgericht Bruchsal | |
| Amtsgericht Rastatt            | Rastatt                | Hofgericht Bruchsal | |
| Amtsgericht Rheinbischofsheim  | Rheinbischofsheim      | Hofgericht Bruchsal | 1864 aufgehoben und dem Amtsgericht Kork zugeordnet |
| Amtsgericht Wolfach            | Wolfach                | Hofgericht Bruchsal | |
| Amtsgericht Adelsheim          | Adelsheim              | Hofgericht Mannheim | |
| Amtsgericht Boxberg            | Boxberg                | Hofgericht Mannheim | |
| Amtsgericht Buchen             | Buchen                 | Hofgericht Mannheim | |
| Amtsgericht Eberbach           | Eberbach               | Hofgericht Mannheim | |
| Amtsgericht Gerlachsheim       | Gerlachsheim           | Hofgericht Mannheim | 1872 aufgelöst und dem Amtsgericht Tauberbischofsheim zugeordnet |
| Amtsgericht Heidelberg         | Heidelberg             | Hofgericht Mannheim | |
| Amtsgericht Ladenburg          | Ladenburg              | Hofgericht Mannheim | 1872 aufgelöst und dem Amtsgericht Mannheim zugeordnet |
| Amtsgericht Mannheim           | Mannheim               | Hofgericht Mannheim | |
| Amtsgericht Mosbach            | Mosbach                | Hofgericht Mannheim | |
| Amtsgericht Neckarbischofsheim | Neckarbischofsheim     | Hofgericht Mannheim | 1872 aufgelöst und dem Amtsgericht Sinsheim zugeordnet |
| Amtsgericht Neckargemünd       | Neckargemünd           | Hofgericht Mannheim | 1872 aufgelöst und dem Amtsgericht Heidelberg zugeordnet |
| Amtsgericht Philippsburg       | Philippsburg           | Hofgericht Mannheim | 1872 aufgelöst und dem Amtsgericht Bruchsal zugeordnet |
| Amtsgericht Schwetzingen       | Schwetzingen           | Hofgericht Mannheim | |
| Amtsgericht Sinsheim           | Sinsheim               | Hofgericht Mannheim | |
| Amtsgericht Tauberbischofsheim | Tauberbischofsheim     | Hofgericht Mannheim | |
| Amtsgericht Walldürn           | Walldürn               | Hofgericht Mannheim | 1872 aufgelöst und auf die Amtsgerichte Wertheim, Buchen und Tauberbischofsheim aufgeteilt (1879 neu errichtet) |
| Amtsgericht Weinheim           | Weinheim               | Hofgericht Mannheim | |
| Amtsgericht Wertheim           | Wertheim               | Hofgericht Mannheim | |
| Amtsgericht Wiesloch           | Wiesloch               | Hofgericht Mannheim | |

Im Jahre 1864 wurde das Großherzogtum in elf Kreise eingeteilt. Entsprechend wurden 11 Kreisgerichte geschaffen. Fünf davon hatten die Funktion eines Berufungsgerichtes für den eigenen und Nachbarkreise und trugen den Namen "Kreis- und Hofgericht".
| Gericht                         | Ort                  | Kreis            | Anmerkungen                                                        |
| ------------------------------- | -------------------- | ---------------- | ------------------------------------------------------------------ |
| Kreis- und Hofgericht Konstanz  | Konstanz             | Kreis Konstanz   | Als Appellationsgericht auch für die Kreise Villingen und Waldshut |
| Kreisgericht Villingen          | Villingen            | Kreis Villingen  | 1872 aufgelöst                                                     |
| Kreisgericht Waldshut           | Waldshut             | Kreis Waldshut   |                                                                    |
| Kreis- und Hofgericht Freiburg  | Freiburg im Breisgau | Kreis Freiburg   | Als Appellationsgericht auch für Kreis Lörrach                     |
| Kreisgericht Lörrach            | Lörrach              | Kreis Lörrach    | 1872 aufgelöst                                                     |
| Kreis- und Hofgericht Offenburg | Offenburg            | Kreis Offenburg  | Als Appellationsgericht auch für Kreis Baden                       |
| Kreisgericht Baden              | Baden                | Kreis Baden      | 1872 aufgelöst                                                     |
| Kreis- und Hofgericht Karlsruhe | Karlsruhe            | Kreis Karlsruhe  |                                                                    |
| Kreis- und Hofgericht Mannheim  | Mannheim             | Kreis Mannheim   | Als Appellationsgericht auch für die Kreise Heidelberg und Mosbach |
| Kreisgericht Heidelberg         | Heidelberg           | Kreis Heidelberg | 1872 aufgelöst                                                     |
| Kreisgericht Mosbach            | Mosbach              | Kreis Mosbach    |                                                                    |

## Das Gerichtsverfassungsgesetz
Mit dem Inkrafttreten der Reichsjustizgesetze zum 1. Oktober 1879 wurde die reichseinheitliche Gerichtsstruktur auch in Baden eingeführt. Das Oberhofgericht wurde aufgelöst. An seine Stelle trat das Oberlandesgericht Karlsruhe. Es wurden sieben Landgerichte eingeführt, während die Amtsgerichte bestehen blieben.

### Landgerichte
| Gericht               | Ort                  | Anmerkungen |
| --------------------- | -------------------- | ----------- |
| Landgericht Freiburg  | Freiburg im Breisgau |             |
| Landgericht Karlsruhe | Karlsruhe            |             |
| Landgericht Konstanz  | Konstanz             |             |
| Landgericht Mannheim  | Mannheim             |             |
| Landgericht Mosbach   | Mosbach              |             |
| Landgericht Offenburg | Offenburg            |             |
| Landgericht Waldshut  | Waldshut             |             |

Zum 1. Mai 1899 wurde zudem das Landgericht Heidelberg errichtet.

### Amtsgerichte
Die folgende Tabelle zeigt den Bestand der badischen Amtsgerichte mit dem Inkrafttreten der Reichsjustizgesetze und ihre Zuordnung zu den Landgerichtsbezirken.
| Gericht                          | Ort                    | Landgericht           | Anmerkungen                                                           |
| -------------------------------- | ---------------------- | --------------------- | --------------------------------------------------------------------- |
| Amtsgericht Breisach             | Breisach               | Landgericht Freiburg  |                                                                       |
| Amtsgericht Emmendingen          | Emmendingen            | Landgericht Freiburg  |                                                                       |
| Amtsgericht Ettenheim            | Ettenheim              | Landgericht Freiburg  |                                                                       |
| Amtsgericht Freiburg im Breisgau | Freiburg im Breisgau   | Landgericht Freiburg  |                                                                       |
| Amtsgericht Kenzingen            | Kenzingen              | Landgericht Freiburg  | auch Rheinschifffahrtsgericht                                         |
| Amtsgericht Lörrach              | Lörrach                | Landgericht Freiburg  | auch Rheinschifffahrtsgericht                                         |
| Amtsgericht Müllheim             | Müllheim               | Landgericht Freiburg  | auch Rheinschifffahrtsgericht                                         |
| Amtsgericht Neustadt             | Neustadt               | Landgericht Freiburg  |                                                                       |
| Amtsgericht Schönau              | Schönau im Schwarzwald | Landgericht Freiburg  | 1. Januar 1891 zum LG Waldshut                                        |
| Amtsgericht Schopfheim           | Schopfheim             | Landgericht Freiburg  | 1. Januar 1891 zum LG Waldshut                                        |
| Amtsgericht Staufen              | Staufen im Breisgau    | Landgericht Freiburg  | auch Rheinschifffahrtsgericht                                         |
| Amtsgericht Waldkirch            | Waldkirch              | Landgericht Freiburg  |                                                                       |
| Amtsgericht Baden                | Baden                  | Landgericht Karlsruhe |                                                                       |
| Amtsgericht Bretten              | Bretten                | Landgericht Karlsruhe |                                                                       |
| Amtsgericht Bruchsal             | Bruchsal               | Landgericht Karlsruhe | auch Rheinschifffahrtsgericht                                         |
| Amtsgericht Durlach              | Durlach                | Landgericht Karlsruhe |                                                                       |
| Amtsgericht Eppingen             | Eppingen               | Landgericht Karlsruhe | 1. Januar 1901 zum LG Heidelberg                                      |
| Amtsgericht Ettlingen            | Ettlingen              | Landgericht Karlsruhe | auch Rheinschifffahrtsgericht                                         |
| Amtsgericht Gernsbach            | Gernsbach              | Landgericht Karlsruhe |                                                                       |
| Amtsgericht Karlsruhe            | Karlsruhe              | Landgericht Karlsruhe | auch Rheinschifffahrtsgericht                                         |
| Amtsgericht Pforzheim            | Pforzheim              | Landgericht Karlsruhe |                                                                       |
| Amtsgericht Rastatt              | Rastatt                | Landgericht Karlsruhe | auch Rheinschifffahrtsgericht                                         |
| Amtsgericht Donaueschingen       | Donaueschingen         | Landgericht Konstanz  |                                                                       |
| Amtsgericht Engen                | Engen                  | Landgericht Konstanz  |                                                                       |
| Amtsgericht Konstanz             | Konstanz               | Landgericht Konstanz  |                                                                       |
| Amtsgericht Messkirch            | Messkirch              | Landgericht Konstanz  |                                                                       |
| Amtsgericht Pfullendorf          | Pfullendorf            | Landgericht Konstanz  |                                                                       |
| Amtsgericht Radolfzell           | Radolfzell             | Landgericht Konstanz  |                                                                       |
| Amtsgericht Stockach             | Stockach               | Landgericht Konstanz  |                                                                       |
| Amtsgericht Überlingen           | Überlingen             | Landgericht Konstanz  |                                                                       |
| Amtsgericht Villingen            | Villingen              | Landgericht Konstanz  |                                                                       |
| Amtsgericht Heidelberg           | Heidelberg             | Landgericht Mannheim  | 1. Mai 1899 zum LG Heidelberg                                         |
| Amtsgericht Mannheim             | Mannheim               | Landgericht Mannheim  | auch Rheinschifffahrtsgericht                                         |
| Amtsgericht Schwetzingen         | Schwetzingen           | Landgericht Mannheim  | auch Rheinschifffahrtsgericht                                         |
| Amtsgericht Sinsheim             | Sinsheim               | Landgericht Mannheim  | 1. Mai 1899 zum LG Heidelberg                                         |
| Amtsgericht Weinheim             | Weinheim               | Landgericht Mannheim  |                                                                       |
| Amtsgericht Wiesloch             | Wiesloch               | Landgericht Mannheim  | 1. Mai 1899 zum LG Heidelberg                                         |
| Amtsgericht Adelsheim            | Adelsheim              | Landgericht Mosbach   |                                                                       |
| Amtsgericht Boxberg              | Boxberg                | Landgericht Mosbach   |                                                                       |
| Amtsgericht Buchen               | Buchen                 | Landgericht Mosbach   |                                                                       |
| Amtsgericht Eberbach             | Eberbach               | Landgericht Mosbach   |                                                                       |
| Amtsgericht Mosbach              | Mosbach                | Landgericht Mosbach   |                                                                       |
| Amtsgericht Tauberbischofsheim   | Tauberbischofsheim     | Landgericht Mosbach   |                                                                       |
| Amtsgericht Walldürn             | Walldürn               | Landgericht Mosbach   | zum 1. April 1924 aufgehoben                                          |
| Amtsgericht Wertheim             | Wertheim               | Landgericht Mosbach   |                                                                       |
| Amtsgericht Achern               | Achern                 | Landgericht Offenburg |                                                                       |
| Amtsgericht Bühl                 | Bühl                   | Landgericht Offenburg | auch Rheinschifffahrtsgericht                                         |
| Amtsgericht Kork                 | Kork                   | Landgericht Offenburg | auch Rheinschifffahrtsgericht, zum 31. Oktober 1881 nach Kehl verlegt |
| Amtsgericht Lahr                 | Lahr                   | Landgericht Offenburg | auch Rheinschifffahrtsgericht                                         |
| Amtsgericht Oberkirch            | Oberkirch              | Landgericht Offenburg |                                                                       |
| Amtsgericht Offenburg            | Offenburg              | Landgericht Offenburg | auch Rheinschifffahrtsgericht                                         |
| Amtsgericht Triberg              | Triberg                | Landgericht Offenburg |                                                                       |
| Amtsgericht Wolfach              | Wolfach                | Landgericht Offenburg |                                                                       |
| Amtsgericht Bonndorf             | Bonndorf               | Landgericht Waldshut  |                                                                       |
| Amtsgericht Säckingen            | Säckingen              | Landgericht Waldshut  |                                                                       |
| Amtsgericht St. Blasien          | St. Blasien            | Landgericht Waldshut  |                                                                       |
| Amtsgericht Waldshut             | Waldshut               | Landgericht Waldshut  |                                                                       |

Später errichtet wurden folgende Amtsgerichte:
| Gericht                        | Ort                  | Landgericht           | errichtet zum | Anmerkungen |
| ------------------------------ | -------------------- | --------------------- | ------------- | ----------- |
| Amtsgericht Philippsburg       | Philippsburg         | Landgericht Karlsruhe | 1. Mai 1884   | [ 15 ]      |
| Amtsgericht Neckarbischofsheim | Neckarbischofsheim   | Landgericht Mosbach   | 1. Juli 1884  | [ 15 ]      |
| Amtsgericht Gengenbach         | Gengenbach           | Landgericht Offenburg | 9. Sep. 1889  | [ 16 ]      |
| Amtsgericht Singen             | Singen am Hohentwiel | Landgericht Konstanz  | 1. Jan. 1929  | [ 17 ]      |

### Umsetzung nationalsozialistischer Gesetze
Entsprechend der Verordnung der Reichsregierung über die Bildung von Sondergerichten wurde für den Bezirk des Oberlandesgerichts Karlsruhe ein Sondergericht gebildet, als dessen Sitz am 27. März 1933 Mannheim bestimmt wurde. Zum 1. November 1940 wurde in Freiburg ein Sondergericht errichtet, das für die Landgerichtsbezirke Freiburg, Konstanz, Offenburg und Waldshut zuständig war.
Zur Umsetzung des Reichserbhofgesetzes wurden zum 1. Oktober 1933 bei den Amtsgerichten Anerbengerichte errichtet. Beim Oberlandesgericht Karlsruhe wurde ein Erbhofgericht gebildet. Ausgenommen waren die Amtsgerichte Boxberg, Phillipsburg, Ettlingen, Baden-Baden, Gernsbach, Gengenbach und Singen, für deren Bezirke benachbarte Gerichte zuständig waren., Schon im März 1934 wurde eine Reihe weiterer Gerichtsbezirke zusammengelegt. eine weitere Zusammenlegung folgte im April 1934.
Zum 1. Januar 1934 wurden den Amtsgerichten Wertheim, Mosbach, Heidelberg, Wiesloch, Mannheim, Bruchsal, Karlsruhe, Pforzheim, Rastatt, Achern, Offenburg, Emmendingen, Freiburg, Lörrach, Waldshut, Konstanz, Stockach und Donaueschingen Erbgesundheitsgerichte angegliedert, dem Oberlandesgericht Karlsruhe ein Erbgesundheitsobergericht.

## Handelsgerichte
Mit der Verordnung vom 24. November 1865 die Errichtung von Handelsgerichten betreffend wurden Handelsgerichte in Karlsruhe und Mannheim eingerichtet.

## Verwaltungsgerichte
Der erste deutsche Verwaltungsgerichtshof, der Badische Verwaltungsgerichtshof mit Sitz in Karlsruhe wurde durch Gesetz vom 5. Oktober 1863 im Großherzogtum Baden errichtet.

## Arbeitsgerichtsbarkeit
Entsprechend dem Arbeitsgerichtsgesetz des Reichs von 1926 wurde auch in Baden eine flächendeckende Arbeitsgerichtsbarkeit aufgebaut. Durch die Ausführungsverordnung zum Arbeitsgerichtsgesetz vom 12. Mai 1927 wurden Arbeitsgerichte und Landesarbeitsgerichte errichtet.  Dem Reichsgesetz entsprechend waren die Arbeitsgerichte selbständige Gerichte, während die Landesarbeitsgerichte den Landgerichten angegliedert waren. Demnach bestanden ab dem 1. Juli 1927 folgende Arbeitsgerichte in Baden:
| Gericht                           | Ort                  | Übergeordnet                   | Anmerkungen             |
| --------------------------------- | -------------------- | ------------------------------ | ----------------------- |
| Arbeitsgericht Tauberbischofsheim | Tauberbischofsheim   | Landesarbeitsgericht Mosbach   |                         |
| Arbeitsgericht Buchen             | Buchen               | Landesarbeitsgericht Mosbach   | aufgehoben zum 1.1.1934 |
| Arbeitsgericht Mosbach            | Mosbach              | Landesarbeitsgericht Mosbach   |                         |
| Arbeitsgericht Eberbach           | Eberbach             | Landesarbeitsgericht Mosbach   | aufgehoben zum 1.1.1934 |
| Arbeitsgericht Heidelberg         | Heidelberg           | Landesarbeitsgericht Mannheim  |                         |
| Arbeitsgericht Sinsheim           | Sinsheim             | Landesarbeitsgericht Mannheim  | aufgehoben zum 1.1.1934 |
| Arbeitsgericht Mannheim           | Mannheim             | Landesarbeitsgericht Mannheim  |                         |
| Arbeitsgericht Bruchsal           | Bruchsal             | Landesarbeitsgericht Karlsruhe | aufgehoben zum 1.1.1934 |
| Arbeitsgericht Karlsruhe          | Karlsruhe            | Landesarbeitsgericht Karlsruhe |                         |
| Arbeitsgericht Pforzheim          | Pforzheim            | Landesarbeitsgericht Karlsruhe |                         |
| Arbeitsgericht Rastatt            | Rastatt              | Landesarbeitsgericht Karlsruhe |                         |
| Arbeitsgericht Baden              | Baden                | Landesarbeitsgericht Karlsruhe |                         |
| Arbeitsgericht Offenburg          | Offenburg            | Landesarbeitsgericht Offenburg |                         |
| Arbeitsgericht Lahr               | Lahr                 | Landesarbeitsgericht Offenburg |                         |
| Arbeitsgericht Wolfach            | Wolfach              | Landesarbeitsgericht Offenburg | aufgehoben zum 1.1.1934 |
| Arbeitsgericht Triberg            | Triberg              | Landesarbeitsgericht Offenburg | aufgehoben zum 1.1.1934 |
| Arbeitsgericht Freiburg           | Freiburg im Breisgau | Landesarbeitsgericht Freiburg  |                         |
| Arbeitsgericht Lörrach            | Lörrach              | Landesarbeitsgericht Freiburg  |                         |
| Arbeitsgericht Neustadt           | Neustadt             | Landesarbeitsgericht Freiburg  |                         |
| Arbeitsgericht Waldshut           | Waldshut             | Landesarbeitsgericht Konstanz  |                         |
| Arbeitsgericht Villingen          | Villingen            | Landesarbeitsgericht Konstanz  |                         |
| Arbeitsgericht Donaueschingen     | Donaueschingen       | Landesarbeitsgericht Konstanz  | aufgehoben zum 1.1.1934 |
| Arbeitsgericht Stockach           | Stockach             | Landesarbeitsgericht Konstanz  |                         |
| Arbeitsgericht Radolfzell         | Radolfzell           | Landesarbeitsgericht Konstanz  | aufgehoben zum 1.1.1929 |
| Arbeitsgericht Konstanz           | Konstanz             | Landesarbeitsgericht Konstanz  |                         |

Nach 1928 wurde errichtet:
| Gericht               | Ort                  | errichtet zum | Übergeordnet                  | Anmerkungen |
| --------------------- | -------------------- | ------------- | ----------------------------- | ----------- |
| Arbeitsgericht Singen | Singen am Hohentwiel | 1.1.1929      | Landesarbeitsgericht Konstanz | [ 30 ]      |

Zum 1. Januar 1934 verringerte sich die Zahl der Gerichte: Landesarbeitsgerichte bestanden nur in Mannheim, Karlsruhe, Freiburg und Konstanz weiter; zu den aufgehobenen Arbeitsgerichten siehe die obenstehende Tabelle.